# براد إيلدر
براد إيلدر (بالإنجليزية: Brad Elder)‏ هو لاعب غولف أمريكي، ولد في 17 مارس 1975 في تلسا في الولايات المتحدة.

## وصلات خارجية
- براد إيلدر على موقع رابطة لاعبي الغولف المحترفين (الإنجليزية)
- براد إيلدر على موقع التصنيف العالمي الرسمي للغولف (الإنجليزية)